# Соціолінгвістика
Соціолінгві́стика — соціальна лінгвістика — наукова дисципліна, що розвивається на перетині мовознавства, соціології, соціальної психології та етнології. Вивчає комплекс питань, пов'язаних із суспільною природою мови, її громадськими функціями, механізмом впливу соціальних чинників на мову та роль, котру відіграє мова в житті суспільства. Найважливішими проблемами, якими займається соціолінгвістика, є соціальна диференціація мови, мова і нація, мовна ситуація, взаємодія мови й культури, двомовність і багатомовність, мова і суспільство, мовне планування, мовна політика тощо.
Кожна мова є надбанням певного народу. У ній зафіксовано історичний досвід попередніх поколінь, неповторний менталітет етносу, його духовні надбання. Мова – важливий державотворчий чинник, засіб консолідації народу.
Залежно від мети і проблем виділяють конкретне й загальне мовознавство.
Конкретне мовознавство вивчає конкретну мову, групу споріднених мов або сім’ю мов; подає фактичний матеріал для теоретичних узагальнень.
Загальне мовознавство вивчає мову як загальнолюдське явище, її структуру й закономірності функціонування і є теоретичною, методологічною базою для конкретного мовознавства.
Загальне мовознавство створює лінгвістичну теорію, тому його часто називають теоретичним. Теоретичне мовознавство включає лінгвістичні проблеми, що стосуються найсуттєвіших ознак мови як суспільного явища в її відношенні до інших явищ дійсності.
Методологія  у мовознавстві  визначає загальну орієнтацію і характер лінгвістичного дослідження і значною мірою зумовлює його наукові результати. У мовознавстві, як і в інших галузях науки, методологія виконує чотири головні функції: визначення і побудова предмета дослідження з формулюванням загального розуміння його суті й відмежування його від предметів суміжних наук; визначення мети кожного окремого дослідження у співвіднесенні з метою вивчення предмета у цілому; розроблення методів і прийомів дослідження мови і настанов щодо їх практичного застосування; оцінка ступеня відповідності результатів дослідження поставленим перед ним цілям.

## Етапи розвитку соціолінгвістики
Обговорення початку традиції, тобто відлік історії української соціолінгвістики може бути дискусійним . Розвиток історії української соціолінгвістики можна розглядати або від часу розкриття питань взаємодії мови та суспільства в різножанрових текстах українських авторів, або від часу висвітлення в спеціалізованому мовознавчому дискурсі суспільної природи мови, або від офіційно визнаного початку розвитку соціолінгвістичних ідей у словниках, монографіях чи статтях. Взявши до уваги, що саме наукові праці XIX століття вперше почали враховувати, крім мовознавчої, історичної чи культурологічної аргументації, ще й соціологічні поняття для опису взаємодії мови та суспільства (роль чинника соціології), вважаю, що суспільну природу мови в українському науковому дискурсі описували впродовж таких чотирьох етапів: 1) з другої половини XIX ст. до виникнення соціологічного напряму в мовознавстві (тобто до 20-х рр. минулого століття), 2) у контексті соціологічного напряму (20–40 рр. XX століття, 3) упродовж етапу радянської соціолінгвістики (50–90 рр. XX ст.); 4) на етапі новітньої соціолінгвістики з 90-х рр. минулого століття і до сьогодні .

Перший етап: розкриття суспільної природи мови у працях О. Потебні, М. Драгоманова, І. Франка (тобто до виникнення соціологічного напряму в мовознавстві) базувалося на взаємодії ідей мовознавчої теорії та соціології. Формування поглядів О. Потебні відбулося не просто на етапі розвитку психологічного напряму, зокрема ідей Г. Штейнталя та Лацаруса, які розпочали характеристику народної та індивідуальної психології, а в часи поширення ідей англійського соціолога Г. Спенсера. М. Драгоманов – перший професійний український соціолог, І. Франко теж добре знав соціологічні ідеї свого часу. У врахуванні ідей соціології вбачаємо певну закономірність: без ідей О. Конта, Г. Тарда не було би розуміння суспільної природи мови Ф. де Сосюра, без ідей французької школи соціології Е. Дюркгейма не відбулася б французька школа соціології мови А. Мейє. Українські дослідники трактували суспільну природу мови під різними радикалами: психололінгвістичним (О. Потебня), культурно- та літературно-історичним (М. Драгоманов та І. Франко). Так отримано перші результати про взаємодію мови й нації, ознаки мовної ситуації, про статус мов, соціальну базу носіїв, мову і церкву, мову і освіту, денаціоналізацію, літературну мову, засоби кодифікації, мовну стійкість, двомовність, престиж мов та ін. Зауважу, ці результати отримано на матеріалі української та інших мов у діахронії й синхронії.

Другий етап. Соціологічний напрям в українському мовознавстві 20–40 рр. минулого століття як передетап розвитку власне соціолінгвістики. У багатьох джерелах засвідчено, що в цей час були женевська, французька та радянська школи соціології мови. Однак сьогодні з контексту останньої вже виокремлено український досвід [7, с. 255–342], який дає змогу стверджувати про соціологічний напрям і в українському мовознавстві 30–40 рр. минулого століття. Його представники: Л. Булаховський (антипод Н. Каганович), М. Сулима, О. Синявський, О. Курило та ін. представники радянського мовознавства, а також І. Огієнко, А. Артимович, В. Сімович, Є. Грицак як представники лінгвістичної традиції, що формувалася за ме мови та соціуму: поглиблено розгляд суспільної природи мови (Л. Булаховський, М. Гладкий), мовної політики через акцент на рідномовну політику (І. Огієнко), розглянуто суспільні функції літературної мови та її кодифікацію (М. Сулима, О. Синявський, О. Курило), взаємодію соціальної природи мови і стилю (А. Булаховський, Н. Каганович), питання функцій української мови в суспільстві, поняття норми і нормативного (переймалися представники етнографічного та європеїзаторського напрямів нормування), соціальна сутність антропоніма (Є. Грицак), мова і жінка (В. Сімович), мова і релігія (І. Огієнко), мова й еміграція (І. Огієнко), мова і школа (А. Булаховський, І. Огієнко) та ін. На розв’зання питань про взаємодію мови й суспільства в радянському мовознавстві того часу вплинуло «нове вчення про мову» М. Мара і марксистськоленінська ідеологія. Можна побачити тяглість ідей у розкритті взаємодії мови та суспільства також упродовж 40-х рр., коли питаннями суспільної природи мови, кодифікацією літературного стандарту одиноко, після репресій мовознавців, займався Л. Булаховський [7, с. 255–342]. 

Третій етап – етап радянської соціолінгвістики, який представляли дві школи, І. Білодіда (згадка про неї: [10, с. 4]) та Ю. Жлуктенка. У центрі уваги представників першої були питання українсько-російської двомовності, форми існування мови в радянському суспільстві, ознака досліджень полягала у відповідності аналізу мовного матеріалу ідеологічним приписам. Представники другої школи розкривали питання норми на матеріалі різних мов. Етап ілюструють праці Ю. Жлуктенка, зокрема «Українськоанглійські міжмовні відносини. Українська мова у США і Канаді» (1964), «Мовні контакти» (1966), «Українська мова на лінгвістичній карті Канади» (1990) та ін.

Четвертий етап – етап новітньої соціолінгвістики, який розпочався з вивчення соціолінгвістичних проблем у незалежній державі. Тематику праць розширено і поглиблено. Мовознавці обговорюють питання методології (О. Мельничук, В. Русанівський, В. Чемес, Г. Яворська), взаємодії мови і нації (С. Єрмоленко, Я. РадевичВинницький, О. Ткаченко), мовної ситуації, мови і політики, мовної політики, двомовності (праці В. Демченка, О. Лазаренко, Л. Масенко, О. Руда), соціальної диференціації української мови (Л. Ставицька, Н. Трач, В. Труб), двомовності (Т. Бурда, О. Зарецький, Л. Масенко, Я. Радевич-Винницький, Н. Шумарова), суспільну природу української літературної мова в історії й сьогоденні (Б. Ажнюк, В. Радчук, О. Тараненко, І. Фаріон) та ін. Відбувається диференціація соціолінгвістичного знання: виокремлено предметне поле прикладної та теоретичної соціолінгвістики. Пріоритетні питання: мовна ситуація, мовна політика, двомовність, функції мови/мов та ін. За останні роки триває тенденція до збагачення проблематики: розкрито соціолінгвістичну класифікацію мов (О. Ткаченко), виокремлено питання історії соціолінгвістики (О. Данилевська, Г. Мацюк), здійснено соціолінгвістичний моніторинг (А. Пономаренко), розвивається соціолінгвістична лексикографія (Г. Аркушин, С. Пиркало, Л. Ставицька та ін.). Важливо, що соціолінгвістика увійшла в навчальні плани університетів. Проф. Л. Масенко однією з перших в Україні почала викладати цю дисципліну жами радянської України і яку ще дотепер мало знаємо. Перелік питань, які розглянули мовознавці, засвідчує про тяглість ідей у розкритті взаємодії

## Об'єкт та предмет дослідження соціолінгвістики
Об'єктом соціолінгвістики є мова в аспекті соціальної диференціації, а предметом — функціонування мови «в соціальному контексті», тобто функціонування мови (мов) у структурі соціальних відношень і функцій суспільства. 

## Витоки соціолінгвістики
Соціолінгвістика виникла на перетині мовознавства, соціології, соціальної психології й етнографії у другій половині ХХ ст.
На відміну від нелінгвістичної галузі — соціології мови, спрямованої на пояснення соціальних і політичних явищ на підставі мовних фактів, соціологія з'ясовує функціональну природу мови в суспільстві. Потреба виокремлення соціолінгвістики в системі мовознавчих дисциплін була зумовлена не лише внутрішніми чинниками узагальнення й систематизації аспектів зв'язку мови та суспільства, а й зовнішніми чинниками — передовсім процесом деколонізації та створенням численних незалежних держав, яким необхідно було вирішити нагальні питання статусу державної мови, її унормування та співвідношення з іншими мовами в межах незалежних держав.
Термін «соціолінгвістика» уведений у 1952 р. американським соціологом Х.Каррі. Офіційною датою виникнення цієї галузі вважають 1963 р., у який у США було сформовано Комітет із соціолінгвістики. У 70-ті р.р. курси з соціолінгвістики офіційно були включені до програм американських університетів.
Предтечею соціолінгвістики був соціологічний напрям у мовознавстві. У ньому мова розглядалася насамперед як засіб спілкування й діяльності людини в соціумі з огляду на суспільний статус і роль особистості; він еклектично поєднував методологічно різнорідні ідеї філософії Просвітництва, психологічного напряму мовознавства, марксистської філософії, філософії позитивізму, однак його завдання чітко були скеровані на соціальну природу мови, її комунікативну функцію, відношення мови й суспільства, мови й суспільно заангажованого індивіда.
Представники соціологічного напряму мовознавства (Франція — А.Мейє, Ф.Брюно; Швейцарія — Ш.Баллі, А.Сеше; Велика Британія — Дж.Фьорс; США — У.Уітні, Е.Сепір, Б.Уорф; Чехії — В.Матезіус, Й.Вахек; СРСР — Л.Щерба, Л.Якубінський) досліджували місце й роль мови в суспільстві, функціональне розшарування мови, зв'язок мови й культури, функціонування мови в різних соціальних ситуаціях, зв'язок мови, суспільства й особистості; пояснювали причини мовних змін й еволюцію мов соціальними чинниками, зокрема, диференціацію мов — розселенням народів, уніфікацію — війнами, еволюцію мови — ускладненням соціальних відносин, звукові зміни — прагматичними потребами суспільства як зручністю вимови.

## Історія української соціолінгвістики
Соціолінгвістика — відносно молода наука. В Україні соціолінгвістичні дослідження почали з'являтися в 60-х роках XX століття. Дослідники писали про проблеми мовної політики та мовного будівництва у країні, зв'язку мови з ідеологією та культурою, широко досліджувались різні аспекти двомовності. Політичні умови накладали помітний відбиток на розвиток соціолінгвістики. Багато праць були тенденційними за змістом, такими, що створювались для обстоювання офіційної політики та ідеології. Характерною рисою соціолінгвістичних праць 60-х — 80-х рр. була однобічна увага до внутрішнього розвитку мови, ігнорування фактів реальної мовної ситуації в Україні та її регіонах, обмеження джерельної бази даними переписів населення. Спроби висвітлення питань русифікації та поступового обмеження сфер функціонування української мови переслідувались. З 2-ї пол. 80-х рр. дослідники поступово відходять від попередніх стереотипів, розвивають нові напрями та методи дослідження. Активно застосовуються методи анкетування, інтерв'ювання, безпосереднього спостереження, посилюється увага до моделювання мовної поведінки особистості, процесів мовного розвитку країни та регіонів, критично переглядаються попередні уявлення про мовну ситуацію, досліджуються питання мовного законодавства.

В Україні проблеми соціолінгвістики досліджують М. О. Олікова, Л. Т. Масенко, Р. П. Зорівчак, В. Ю. Михальченко, С. О. Швачко та ін.